# Nitrito reduttasi (formante NO)
La nitrito reduttasi (formante NO) è un enzima appartenente alla classe delle ossidoreduttasi, che catalizza la seguente reazione:
ossido nitrico + H2O + ferricitocromo c ⇄ nitrito + ferrocitocromo c + 2 H+
la reazione è catalizzata da due tipi di enzimi, trovati nel periplasma dei batteri denitrificanti. Un tipo comprende proteine che includono centri multipli contenenti rame, l'altro una emoproteina, il citocromo cd1. Gli accettori includono i citocromi  c-tipo, come il citocromo c-550 o il citocromo c-551 del Paracoccus denitrificans o dello Pseudomonas aeruginosa, e piccole rame-proteine blu come l'azurin e la pseudoazurin. Anche il citocromo cd1 possiede un'attività ossidasica e idrossilammina reduttasica. Può anche catalizzare la reazione della idrossilammina reduttasi (numero EC 1.7.99.1) dal momento che questa è un'attività ben conosciuta del citocromo cd1.